# 圖爾庫主教座堂

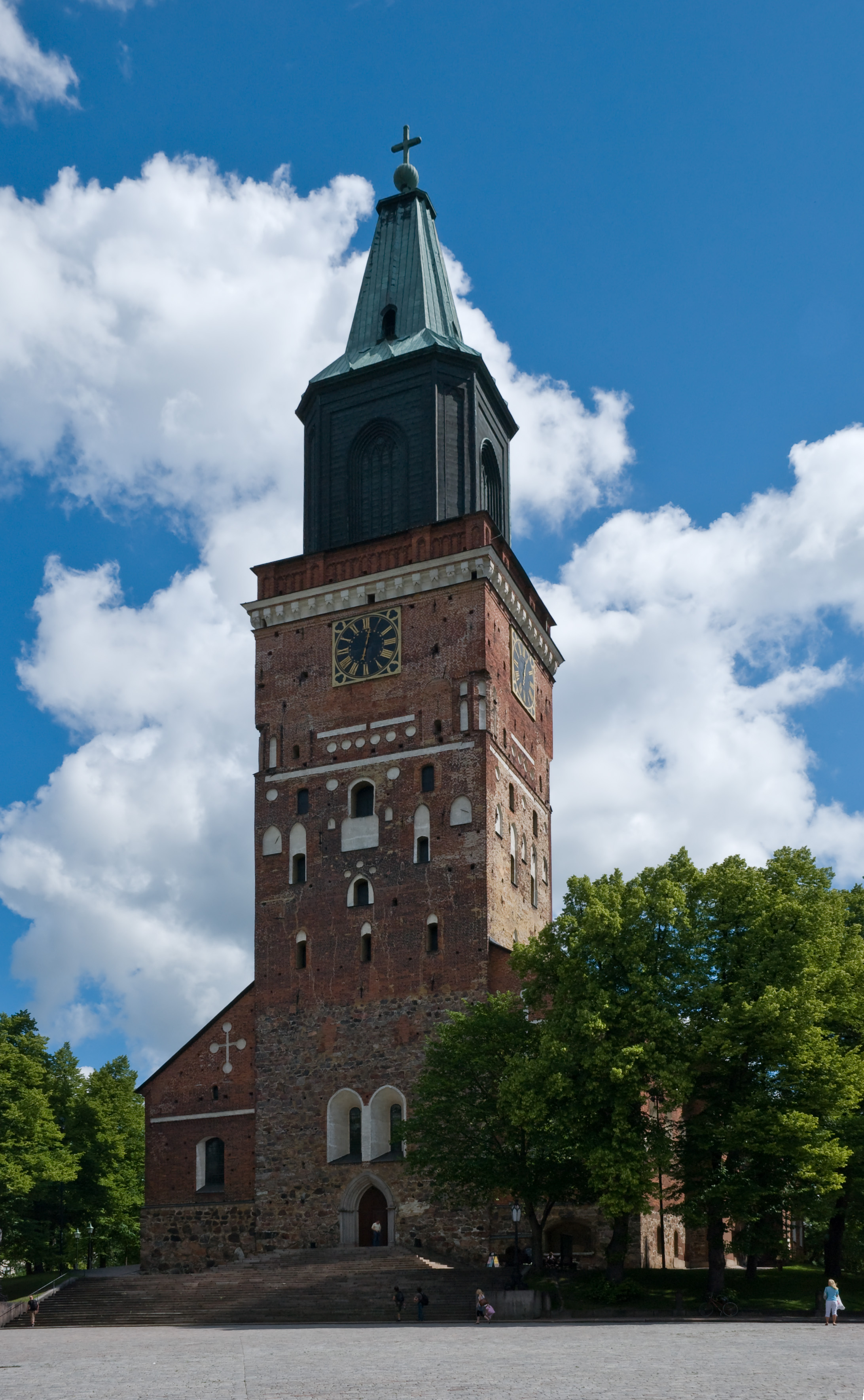
圖爾庫主教座堂

圖爾庫主教座堂（芬蘭語：Turun tuomiokirkko）是位於芬蘭城市圖爾庫的一座路德宗的教堂。圖爾庫主教座堂是圖爾庫教區的主教座堂，也在芬蘭建築史上擁有重要的地位。最早的教堂是一座木質教堂，修建於13世紀晚期。在1827年的大火中，教堂受到嚴重毀壞。現在的教堂是大火後重建的。